# 설첨상적심도
《설첨상적심도》(舌尖上的心跳)는 2022년 방송되었던 중국의 드라마이다.

## 줄거리
- 천재적인 미각을 가진 임가송은 동급생 송의연을 좋아해 미국까지 쫓아갔다가 뜻밖에도 미슐랭 3스타 셰프 강천범을 알게된다 임가송을 제자로 받아들인 강천범은 그녀에게 요리 비법을 전수하고 3개월 후에 열리는 요리 경연대회를 함께 준비한다 한편 임가송은 천재적인 미각을 가지고 있었지만 요리에 대해선 백지상태와 마찬가지였다. 이후 강천범의 혹독한 훈련과 교육을 거친 임가송은 남다른 요리 기술을 갖게 되고 이 과정에서 점점 자신감을 얻어 더 나은 모습으로 성장한다 이러는 와중에 송의연은 임가송을 좋아하게 되고 강천범은 시력을 회복한다 마침내 요리 경연대회에서 우승을 한 임가송은 강천범과 사랑의 결실을 맺게 된다.

## 등장 인물
- 원경천 - 강천범 역
- 송조아 - 임가송 역
- 류동심 (刘冬沁) - 송의연 역
- 왕서자 (王瑞子) - 이려사 역
- 왕탁성 (汪卓成) - 웨이커터 역
- 장준명 (张峻鸣) - 리옌 역
- 류릉이 (刘凌而) - 린샤오위 역